# Monanthes lowei
Monanthes lowei är en fetbladsväxtart som först beskrevs av Jorge Américo Rodrigues Paiva, och fick sitt nu gällande namn av P.L. Pérez de Paz, J.R. Acebes Ginovés. Monanthes lowei ingår i släktet Monanthes och familjen fetbladsväxter. Inga underarter finns listade i Catalogue of Life.